# Rufino Ortega Ozamis
Félix Rufino Ortega Ozamis (n. Maipú, Mendoza; 7 de septiembre de 1872-f. 22 de julio de 1933) fue un político argentino que gobernó Mendoza entre 1910 y 1914. Era hijo del teniente general Rufino Ortega, expedicionario del desierto y también gobernador de la provincia.
Luego de ocupar diversos cargos públicos asumió como gobernador de la Provincia de Mendoza el 6 de marzo de 1910, ejerciendo el cargo hasta el 6 de marzo de 1914.
Fue el tercero de los “Rufinos” Ortega que ocupó el cargo en la gobernación de Mendoza. Hijo primogénito de una familia con gran poder político, económico y militar en la provincia. Su familia y amigos le llamaban Rufinito.
Estudió en el Colegio Nacional de Buenos Aires la Carrera de Derecho, aunque nunca logró graduarse. Regresó a Mendoza. Con 25 años fue comisario en Malargüe, departamento en el que se encontraba la estancia familiar Orteguina, una de las extensas tierras que poseía su padre, el general Rufino Ortega. Durante su gestión organizó la comisaría ad honorem, llegó a pagar los sueldos de sus subordinados de su propio bolsillo en varias ocasiones.
Durante el gobierno de Emilio Civit fue jefe de la Policía (1898), quien fue su padrino político hasta que Rufinito se unió al radicalismo. A principios de 1900 fue concejal en Rivadavia y diputado provincial por Maipú.
Antes de ser gobernador se ocupó de los negocios familiares, que más tarde dejó en manos de su hermano Roberto. A la firma Rufino Ortega y Hermanos pertenecían la bodega La Libertad, ubicada en Rivadavia, terrenos en Fray Luis Beltrán con bodega incluida y una tercera propiedad en Rodeo del Medio, también con bodega. Producían vino de marca El Trapal. Con la crisis del '30 perdieron la mayoría de las tierras, excepto el chalet en Maipú.
1910. Asumió la gobernación de Mendoza bajo el ala de Emilio Civit y luego de que su padre abandonara la candidatura que los conservadores le habían ofrecido para el mismo cargo.
1918-1920. Fue presidente del Crédito Público y luego ministro de Industrias y Obras Públicas.
1922-1924. Fue presidente de la Comisión de Fomento Industrial y Vitivinícola.
1928-1930. Ocupó un escaño como diputado nacional por Mendoza.

## Gobierno de Mendoza
Tuvo políticas muy enfrentadas a las de su padre, quien dirigió matanzas de aborígenes en la Campaña del desierto, Rufinito llevó adelante una gestión progresista durante su gobierno en época de llegada masiva de inmigrantes. Entre las medidas más significativas de su administración se encuentran la creación de la maternidad del entonces Hospital Provincial, la extensión de la red caminera y la aplicación de la Ley Sáenz Peña, promulgando una norma que contemplaba todos los puntos de la ley de sufragio universal, menos la representación de las minorías.
Durante su gestión se construyó además el monumento conmemorativo de la Campaña del Ejército de los Andes en el Cerro de la Gloria, inaugurado el 14 de febrero de 1914. Sus descendientes aseguran que Rufinito compartió bocetos con el autor, el escultor uruguayo Juan Manuel Ferrari, y participó activamente en la realización de la obra y la parquización de la zona. 
Murió el 22 de julio de 1933. Su retrato en el Salón de los Pasos Perdidos de la Legislatura, varias calles del Gran Mendoza, una plaza en Guaymallén y una escuela en Malargüe le rinden homenaje.